# Westerburg (Verbandsgemeinde)
Westerburg est une Verbandsgemeinde (collectivité territoriale) de l'arrondissement de Westerwald dans la Rhénanie-Palatinat en Allemagne. Le siège de cette Verbandsgemeinde est dans la ville de Westerburg.
La Verbandsgemeinde de Westerburg consiste en cette liste d'Ortsgemeinden (municipalités locales) :

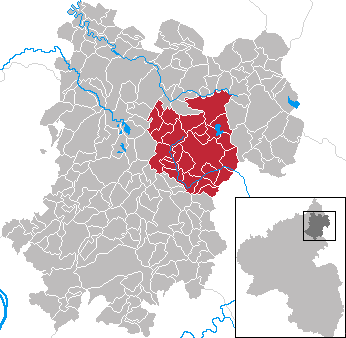
Localisation de la Verbandsgemeinde de Westerburg dans l'arrondissement de Westerwald

| 1. Ailertchen 2. Bellingen 3. Berzhahn 4. Brandscheid 5. Enspel 6. Gemünden 7. Girkenroth 8. Guckheim 9. Halbs 10. Härtlingen 11. Hergenroth 12. Höhn | 1. Kaden 2. Kölbingen 3. Langenhahn 4. Pottum 5. Rotenhain 6. Rothenbach 7. Stahlhofen am Wiesensee 8. Stockum-Püschen 9. Weltersburg 10. Westerburg 11. Willmenrod 12. Winnen |